# Дол-при-Требнєм
Дол-при-Требнєм (словен. Dol pri Trebnjem) — поселення в общині Требнє, регіон Південно-Східна Словенія, Словенія.